# Humpty Dumpty

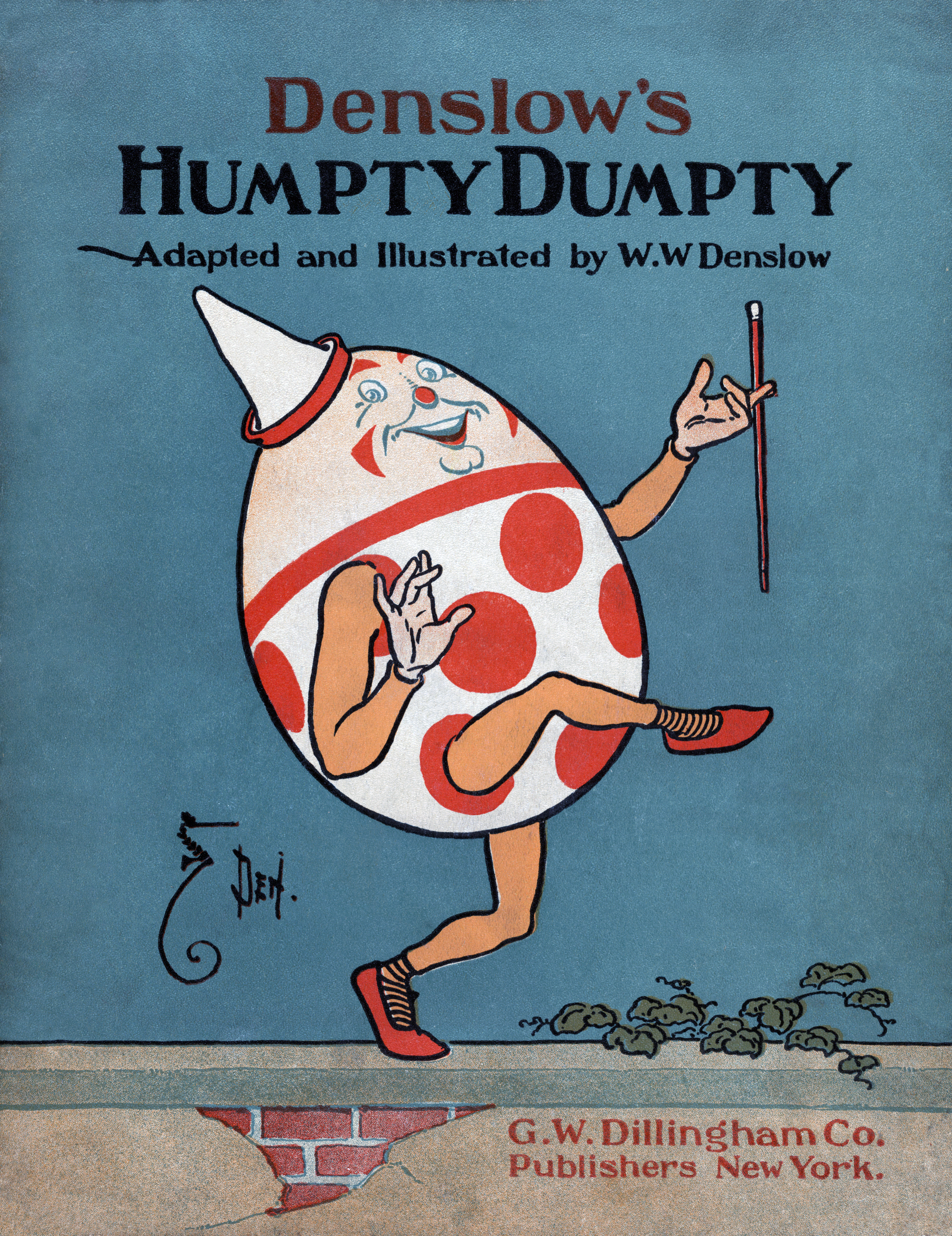
1904 Buch Humpty Dumpty von William Wallace Denslow

Humpty Dumpty (in englischer Kindersprache wörtlich „buckliger Gedrungener“) ist eine Figur aus einem britischen Kinderreim. Er ist ein menschenähnliches Ei, was im Text des Vierzeilers nicht ausdrücklich erwähnt wird. Im englischen Sprachraum ist dieser Kinderreim seit Jahrhunderten populär und so etwas wie ein fester Bestandteil der Sammlung von Kinderreimen in Mother Goose. Außerhalb des englischen Sprachraumes wurde Humpty Dumpty vor allem deswegen bekannt, weil Lewis Carroll ihn in Alice hinter den Spiegeln (1871) auftreten ließ (in der deutschen Übersetzung heißt Humpty Dumpty Goggelmoggel). Dort diskutiert er mit Alice über Semantik und erklärt ihr unter anderem die Wortschöpfungen Jabberwockys. Als „Humpty Dumpty“ wird von englischen Muttersprachlern aber auch gerne eine kleine und rundliche Person bezeichnet. Hin und wieder ist es jedoch das Synonym für etwas Zerbrechliches, das man überhaupt nicht oder nur schwerlich wieder reparieren kann.

## Kinderreim

### Text und Übertragungen
Humpty Dumpty sat on a wall,

Humpty Dumpty had a great fall,

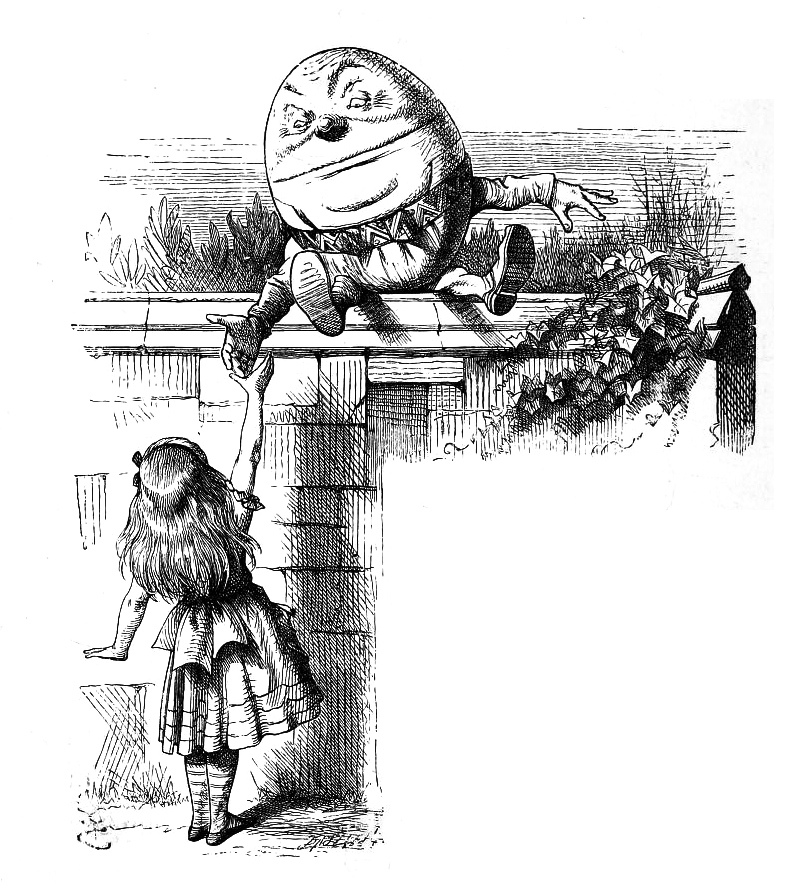
Alice und Humpty Dumpty, Illustration zu Alice hinter den Spiegeln von John Tenniel, 1871

All the King’s horses and all the King’s men,

Couldn’t put Humpty together again.
Von dem ursprünglich vermutlich als Rätsel gedachten Gedicht „Humpty Dumpty“ gibt es mehrere deutsche Übersetzungen. Sie alle zeugen von dem Versuch, den Klang und den Rhythmus des Originals in der Übersetzung zu erhalten, oder jedenfalls übersetzte Texte zu produzieren, die ähnlich dem Original gereimt (AABB) und metrisch gebunden sind. Die Inhalte des Textes und die sprachlichen Bilder werden darüber mitunter vernachlässigt und oft versuchen Übersetzer, die Leerstellen des Originaltextes ihrem Verständnis oder Bedürfnis entsprechend auszufüllen.
Einige deutsche Übersetzungen lauten wie folgt:
„Hampti Dampti, ein schneeweißes Ei, fiel von der Mauer und brach entzwei.
Der König schickt Ritter mit Pferd und Lanz, doch wer von den Herren macht ein Ei wieder ganz?“
Mary Schachinger, Englische Kinderreime, 1946.
- „Eilein, Weilein saß auf der Wand, Eilein, Weilein fiel in den Sand.

Und auch der König mit seinem Heer rettet Eilein, Weilein nicht mehr.“
Heinz Kahlau, Die Märchen der Mutter Gans, 1973.
- „Humpty Dumpty saß auf einer Mauer und fiel herunter, aua!

Alle Pferde des Königs und all seine Mannen brachten Humpty Dumpty nicht wieder zusammen.“
Erika Tophoven, Englische Kinderreime, 1995.
- „Humpty Dumpty saß auf der Lauer. Humpty Dumpty fiel von der Mauer.

Des Königs Ritter und ihre Knecht kriegten Humpty nicht wieder zurecht.“
- „Humpty Dumpty war viel zu munter, Humpty Dumpty fiel von der Mauer runter,

nicht zehn Pferde, nicht hundert Mann, kriegten den Armen wieder zusamm’n.“
- „Humpty Dumpty saß auf dem Eck, Humpty Dumpty fiel in den Dreck

und auch der König mit seinem Heer, rettete Humpty Dumpty nicht mehr.“
- „Humpty Dumpty fiel vom Stein, Humpty Dumpty brach sich ein Bein

und auch der König mit seinem Heer, rettete Humpty Dumpty nicht mehr.“
- „Humpty Dumpty saß auf dem Wall, Humpty Dumpty tat 'nen tiefen Fall

auch der König mit all seinen Mannen brachte Humpty nicht mehr z'sammen.“

### Melodie
Die Melodie, die üblicherweise mit dem Reim verbunden wird, wurde zuerst 1870 durch den Komponisten und Sammler von Kinderreimen James William Elliott erfasst und in National Nursery Rhymes and Nursery Songs wie folgt veröffentlicht:

### Ursprungshypothesen
- Humpty Dumpty soll ein Spottname für den englischen König Richard III. (1483–1485) gewesen sein, der zeitgenössischen Berichten zufolge einen buckligen Rücken gehabt haben soll. Bei der Schlacht von Bosworth Field wurde er vom Pferd gestoßen, mit einem Schwert oder einer Hellebarde am Kopf tödlich verletzt und dann geschändet. Sein Leichnam wurde in einem Kloster bestattet und 2012 wiederentdeckt.
- Der Tourismusbehörde von East Anglia zufolge war Humpty Dumpty eine Kanone, die 1648 bei der Belagerung der von königlichen Truppen gehaltenen Stadt Colchester im englischen Bürgerkrieg auf dem Turm der Kirche St. Mary’s at the Wall aufgestellt war und die durch einen Geschütztreffer der republikanischen Belagerer zum Absturz gebracht wurde. Weder die königliche Kavallerie noch die Infanterie (= „All the King’s horses and all the King’s men …“) konnten dagegen etwas ausrichten.[9]
- Martin Gardner nahm an, dass Humpty Dumpty ein altes Slangwort für „Tollpatsch“ ist.

## Rezeption

### Philosophie
„[…] Da hast du Ruhm!“
„Ich weiß nicht, was du mit ‚Ruhm‘ meinst“, sagte Alice.
Humpty Dumpty lächelte verächtlich. „Natürlich nicht – bis ich es dir sage. Ich meinte: Da hast du ein schönes zwingendes Argument!“
„Aber ‚Ruhm‘ heißt doch nicht ‚schönes zwingendes Argument‘“, entgegnete Alice.
„Wenn ich ein Wort verwende“, erwiderte Humpty Dumpty ziemlich geringschätzig, „dann bedeutet es genau, was ich es bedeuten lasse, und nichts anderes.“
„Die Frage ist doch“, sagte Alice, „ob du den Worten einfach so viele verschiedene Bedeutungen geben kannst“.
„Die Frage ist“, sagte Humpty Dumpty, „wer die Macht hat – und das ist alles. […]“
Anschließend an diese Passage aus Lewis Carrolls Alice hinter den Spiegeln wird der Name Humpty Dumpty häufig und meist in polemischem Sinn auch in der Philosophie verwendet:
Als Humpty-Dumpty-Argumente werden Behauptungen bezeichnet, (1.) die in einer Diskussion als gültig angeführt werden, ohne dass eine andere Begründung für sie angegeben wird als die Berufung auf faktische Macht, die es erlaubt, auf wirkliche Argumente zu verzichten, oder (2.) in denen Worte mit einer Bedeutung gebraucht werden, die von der allgemein akzeptierten Bedeutung in krasser Weise abweicht (vgl. Idiosynkrasie).
Als Humpty-Dumpty-Semantik gilt eine intentionalistische Sprachauffassung, die davon ausgeht, dass Worten ihre Bedeutung nicht qua Gebrauch zukommt, sondern dass sie durch bedeutungsverleihende Akte des Subjekts konstituiert wird. In dieser Bedeutung wird der Ausdruck vor allem im Zusammenhang der sprachanalytischen Kritik der Bewusstseinsphilosophie – etwa der Phänomenologie Edmund Husserls – gebraucht.

### Physik
Unter angelsächsischen Physikern wird der Humpty-Dumpty-Kinderreim als Versinnbildlichung des Zweiten Hauptsatzes der Thermodynamik gebraucht. Dieser handelt vom Wesen der Entropie, die, vereinfacht gesagt, ein Maß für die (energetische) Unordnung in einem System ist und die gemäß dem zweiten Hauptsatz nur zunehmen, niemals jedoch wieder abnehmen kann (Irreversibilität). Im Gegensatz zum verschütteten Kaffee illustriert der Reim auf poetische Art die Unumkehrbarkeit eines Prozesses: Ist Humpty Dumpty einmal am Boden zerschellt, ist er nicht wieder zusammenzusetzen.

### Astronomie
Der 1996 entdeckte Hauptgürtelasteroid 17627 wurde nach der Figur „Humptydumpty“ benannt.

### Musik
Vor allem in der englischsprachigen Pop-Musik findet man Humpty Dumpty und den Kinderreim in den Liedtexten, aber auch deutsche Bands haben ihn schon verwendet. 
Am häufigsten tritt die Sprachfigur des zweiten Reims als Metapher einer endgültig zerbrochenen Liebe auf, zuweilen werden dabei des Königs Pferde und Soldaten durch alternative, weniger antiquierte Mächte ersetzt.
- So zum Beispiel in Travis’ The Humpty Dumpty Love Song, dem letzten Song auf ihrem Album The Invisible Band (2001). Bereits in den ersten Zeilen bedient sich Fran Healy der Wortwahl des Vierzeilers: „All of the king’s horses and all of the king’s men / Couldn’t pull my heart back together again. / All of the physicians and mathematicians too / Failed to stop my heart from breaking in two.“ Im Verlauf des Textes wird deutlich, dass nur die besungene Person in der Lage ist, das Herz des Erzählers wieder zusammenzusetzen, was im eigentlichen Kinderreim als unmöglich dargestellt wird. Daher kommt die Schlussfolgerung: „Yeah you got the glue / So I’m gonna give my heart to you.“
- Auch in Aimee Manns Humpty Dumpty, dem Titellied ihres Albums Lost in Space (2002), wird der bekannte Kinderreim romantisiert. Das Lied beginnt mit dem Vers „Say you were split, you were split in fragments/and none of the pieces would talk to you“, eine erste Anspielung auf das Gedicht. Im mittleren Teil des Songs wird die ursprüngliche Fassung etwas modernisiert: aus Pferden und Soldaten werden “perfect drugs and superheroes” und anstelle eines zerbrochenen Eierwesens ist es bei Aimee Mann die Zukunft zweier Menschen, die nicht wieder zusammengesetzt werden kann. Schließlich beendet sie den Text mit den Worten „All the King’s horses and all the King’s men / Couldn’t put baby together again“, sodass das Lied praktisch vom Bild des Kinderreimes umrahmt wird.[10]
- Ebenso veröffentlichte Joss Stone auf ihrem Album The Soul Sessions einen Song unter dem Titel All the King's Horses. Die erste Zeile bezieht sich auf den Humpty-Dumpty-Reim: „All the king’s horses and all the king’s men / They couldn’t put our two hearts together again.“
- Auch Taylor Swift greift in ihrem Song The Archer (2019) auf das Gedicht zurück und singt die Zeile „All the king's horses, all the king's men / Couldn't put me together again“.

Beispiele mit Varianten  des Reims in unterschiedlichsten Kontexten (chronologisch):
- Cliff Richard besingt im Song Dancing Shoes aus dem Soundtrack zum Film Summer Holiday von 1963 neben anderen Kinderreim-Charakteren auch Humpty Dumpty: „A friend of mine had an accident / Laughed so hard off the wall he went / (A) Humpty Dumpty was his name / I guess you’ve all heard the same / He was lying on the ground / (A) Bits and pieces all around / ...“
- The King’s Singers, ein sechsköpfiges A-cappella-Ensemble aus Großbritannien, scherzen in ihrer Vertonung dieses Kindergedichts: „All the King’s Singers and all the King’s men …“ (vgl. Selbstreferenzialität).
- Donny Hathaway im Lied Come Little Children (1973). Ein Tanzlied für Kinder im 5/4-Takt mit einem Refrain aus Miles Davis' All Blues. Hathaway erfand dazu einen Kindertanz, "The Donny Bag!", einen Vorläufer des Electric Slide.
- Genesis variieren den zweiten Reim auf Squonk  von ihrem Album A Trick of the Tail (1976): „All the King's […] could never put a smile on that face“. (Das Labellogo ihrer Plattenfirma Charisma war der von John Tenniel gezeichnete Mad Hatter.)
- Der Jazzpianist Chick Corea widmete 1978 ein ganzes Album der Fantasiewelt Lewis Carrolls (The Mad Hatter) und komponierte auch ein Stück zu Humpty Dumpty. Dazu heißt es in den liner notes, Humpty habe über das lächerliche Gericht (gegen Herz-König) so sehr lachen müssen, dass er von der Mauer fiel, "... and all the King's [...] came and grooved with him."
- In The Alan Parsons Projects The Turn of a Friendly Card  (1980) über einen Glücksspieler, der alles gesetzt und verloren hat, heißt es in der dritten Strophe „And not all the king’s horses and all the king’s men / Have prevented the fall of the unwise“.
- Mel Brooks singt in der Hitler-Parodie To Be or Not to Be (The Hitler Rap) aus dem Film Sein oder Nichtsein von 1983: „Like Humpty Dumpty over that wall, / All the little countries they began to fall: / Holland, Belgium, Denmark, Poland, / The troops were rockin’ and the tanks were rollin’.“
- Die Beastie Boys veröffentlichten auf ihrem Album Paul’s Boutique (1989) einen Song namens Egg Man, in welchem es heißt: „…Humpty Dumpty was a big fat egg. He was playing the wall then he broke his leg…“.
- Im Refrain zu Billy Joels Song The Great Wall of China heißt es: „All the king’s men and all the king’s horses / Can’t put you together the way you used to be“ (auf dem Album River of Dreams von 1993).
- Die Band Nickelback singt in ihrem Song Must Be Nice (2017): „Jack be nimble, Jack be quick, / Jack wound up with a broken neck / Humpty Dumpty, do your thing / Daddy's gonna buy you a diamond ring.“
- Das Hip-Hop-Duo ASD rappt im Song Antihaltung: "Wir sind anti, ich stoß dich von der Brücke ohne Bungee / Freier Fall, Hashtag Humpty Dumpty"
- Im Stück Mr. Beat der Band Miime, dem wie der typische Elektropop der 1980er klingenden Nebenprojekt der Formation Samsas Traum, lautet die erste Zeile der Bridge „I was walking down the sidewalk of old Humpty-Dumpty-Street“.

Weitere Beispiele: 
- Tori Amos hat ebenfalls einen Song Humpty Dumpty aufgenommen, veröffentlicht auf der B-Seite der China-Single.
- Ein weiteres Lied, in dem dieser Reim wörtlich übernommen wurde, ist Hey Diddle Diddle auf dem Album Almost Heaven der Kelly Family.
- Die Band Primus zitiert den Reim in ihrem Song Pudding Time.
- Die Band Schönheitsfehler veröffentlichte 1998 eine Single namens Hampty Dampty.

### Film
- In dem Film Der gestiefelte Kater von 2011 ist Humpty-Dumpty der Partner der Titelfigur bei gemeinsamen Abenteuern.

- Humpty-Dumpty kommt in dem Stummfilm The Egg (deutscher Titel: Das Ei) von 1922 mit Stan Laurel, Colin Kenny und Drin Moro vor.

### Bildende Kunst
- Eine Bronzeplastik von Jonathan Meese aus dem Jahr 2010 trägt den Titel Die Humpty-Dumpty-Maschine der totalen Zukunft. Humpty Dumpty steht für das Kind in uns, das in die dargestellte kunterbunte Flugmaschine einsteigen kann. Die Maschine ist Kunstgenerator und Raumschiff, das einen in die Zukunft bringt.

### Politik
Die New York Post verspottete Donald Trump nach einem ungünstigen Wahlausgang 2022 auf ihrer Titelseite mit einer Karikatur als Trumpty Dumpty und dem Text: "Don (who couldn´t build a wall) / had a great fall / can all the GOP´s men / put the party back together again?"